# MLM Group
MLM Group A/S er en dansk landbrugsvirksomhed med hovedkvarter i Grindsted. Virksomheden fungerer som holdingselskab for Martin Lund Madsens selskaber, der inkluderer flere større gårde. Martin Lund Madsen er involveret i husdyrproduktion af grise og jordbrug. I 2019 sendte han 236.000 slagtesvin til slagtning på danske slagterier, hvilket var flest i Danmark. I 2023 havde han ca. 2.500 hektar planteavl.